# Rodica Berdilo
Rodica Berdilo (n. 1986,  Cahul, RSS Moldovenească, URSS, astăzi în Republica Moldova) este un jurist din Republica Moldova, care deține funcția de judecător din data de 23 mai 2016 la Judecătoria Chișinău, Sediul Centru, unde a fost numită în funcție pentru un termen de cinci ani.

## Biografie

### Educație
A absolvit Facultatea de Drept a Universității de Stat din Moldova din Chișinău, Republica Moldova, specializarea drept. De asemenea este absolventă a Institutului Național de Justiție, promoția a VII-a. 

### Activitate profesională
La data de 19 iunie 2018 a ajuns cunoscută datorită mass-mediei, odată cu pronunțarea deciziei referitor la declararea Alegeri locale în Chișinău, 2018 nule, astfel, lipsindu-l pe Andrei Năstase de mandatul de primar la Primăria Municipiului Chișinău. 